# Валя-Ларге (Муреш)
Валя-Ларге (рум. Valea Largă) — село у повіті Муреш в Румунії. Адміністративний центр комуни Валя-Ларге.
Село розташоване на відстані 289 км на північний захід від Бухареста, 38 км на захід від Тиргу-Муреша, 40 км на південний схід від Клуж-Напоки.

## Населення
За даними перепису населення 2002 року у селі проживали 1829 осіб.
Національний склад населення села:
| Національність | Кількість осіб | Відсоток |
| -------------- | -------------- | -------- |
| румуни         | 1771           | 96,8%    |
| цигани         | 52             | 2,8%     |
| угорці         | 5              | 0,3%     |

Рідною мовою назвали:
| Мова      | Кількість осіб | Відсоток |
| --------- | -------------- | -------- |
| румунська | 1806           | 98,7%    |
| циганська | 20             | 1,1%     |